# Попытка государственного переворота в Экваториальной Гвинее (2004)
Попытка государственного переворота в Экваториальной Гвинее в 2004 — также известная как «переворот Вонга», пресеченная попытка свергнуть режим Теодоро Обианга Нгемы Мбасого и заменить президента Экваториальной Гвинеи на находившегося в изгнании оппозиционера Северо Мото. Некоторые обозреватели полагают, что попытка переворота финансировалась транснациональными корпорациями в расчете на то, что Мото в случае прихода к власти установит для своих «спонсоров» льготные условия по добыче нефти.
Попытка переворота получила широкое освещение в СМИ в связи со скандалом, связанным с участием в финансировании переворота Марка Тэтчера, сына бывшего премьер-министра Великобритании Маргарет Тэтчер.